# Терешково (Воронежская область)
Терешково — село в Богучарском районе Воронежской области.
Входит в состав Дьяченковского сельского поселения.

## География
Расположено на правом берегу р. Дон, в 5 км от центра сельсовета с. Дьяченково.

### Улицы
| - ул. 8 Марта, - ул. Капустина, - ул. Кирова, - ул. Ленина, - ул. Набережная, | - ул. Октябрьская, - ул. Партизанская, - ул. Первомайская, - ул. Степная, | - пер. Донской, - пер. Лесной, - пер. Советский. |

## Население
| 1859 | 1897  | 2000 | 2005 | 2010 |
| ---- | ----- | ---- | ---- | ---- |
| 1422 | ↗1934 | ↘896 | ↘708 | ↘624 |

## История
Впервые упоминается в 1772 году в «Экономических примечаниях Богучарского уезда». В 1838 году в построена каменная церковь Вознесения Господня.